# Trail Ridge Store & Café
Le Trail Ridge Store & Café – ou autrefois Fall River Pass Store – est un bâtiment dans le comté de Larimer, au Colorado, dans le centre des États-Unis. Protégé au sein du parc national de Rocky Mountain, il a été construit en pierre naturelle dans le style rustique du National Park Service en 1936. Ouvert en 1937, il supplante alors la Fall River Pass Ranger Station en tant que musée du National Park Service au col Fall River. Agrandi en 1965 et 1971, il est aujourd'hui opéré par Xanterra Travel Collection en tant que boutique de souvenirs doublée d'une cafétéria.